# نهائي كأس الرابطة الفرنسية 2002
نهائي كأس الرابطة الفرنسية 2002 هي المباراة النهائية من منافسة كأس الرابطة الفرنسية 2001–02 ‏، أقيمت المباراة في 20 أبريل 2002، في ملعب فرنسا، بين فريقي جيروندان بوردو، ونادي لوريان، وفاز فيها جيروندان بوردو، بعد أن هزم نادي لوريان، بنتيجة 3 - 0، وكان حكم المباراة آلان سارس، وحضر المباراة 75923 شخصاً.

## تفاصيل المباراة
لعبت المباراة النهائية في 20 أبريل 2002.
| جيروندان بوردو                                             | 3 -0 | نادي لوريان |
| ---------------------------------------------------------- | ---- | ----------- |
| باوليتا 5 دقيقة' · كمال مريم 42 دقيقة' · باوليتا 59 دقيقة' |      |             |